# Gérard Saumade
Pour les articles homonymes, voir Saumade.
Gérard Saumade, né le 3 mai 1926 à Saint-Mathieu-de-Tréviers (Hérault) et mort le 7 janvier 2012 à Montpellier (Hérault), est un économiste et homme politique français.

## Biographie
Gérard Saumade est le frère du manadier Claude Saumade, et le père de Frédéric Saumade.
Maître de conférences en sciences économiques, ancien membre de la Convention des institutions républicaines, il est député de l'Hérault de 1988 à 2002 et siège au groupe socialiste de 1988 à 1993.
En dissidence avec le PS après les législatives de 1993, où il élimine au premier tour le sortant Georges Frêche, candidat officiel du parti dans la 4e circonscription du département, il siège au groupe République et liberté de 1993 à 1997, puis au groupe radical, citoyen et vert (RCV) de 1997 à 2002. Il décide alors de s'apparenter au Mouvement des citoyens.
Maire de Saint-Mathieu-de-Tréviers de 1965 à 2006, conseiller général pour le canton des Matelles de 1973 à 1998 et président du conseil général de l'Hérault de 1979 à 1998 où il succède à Jean Bène, son mandat est marqué, surtout après 1993, par une opposition farouche au maire de Montpellier Georges Frêche.
Gérard Saumade se retire de la vie politique en 2006.

## Détail des mandats et fonctions

### Au niveau national
- 1988-1993 : député de la 2e circonscription de l'Hérault ;
- 1993-1997 : député de la 4e circonscription de l'Hérault ;
- 1997-2002 : député de la 4e circonscription de l'Hérault ;
- 1988-1993 : membre de la Commission des lois constitutionnelles, de la législation et de l'administration générale de la République ;
- 1990-1992 : membre de la Commission spéciale chargée d'examiner le projet de loi d'orientation relatif à l'administration territoriale de la République ;
- 1993-1996 : membre de la Commission des affaires culturelles, familiales et sociales ;
- 1994-1997 : membre de la Commission spéciale chargée d'examiner le projet de loi d'orientation pour le développement du territoire ;
- 1996-1997 : membre de la Commission de la production et des échanges ;
- 1997-2002 : membre de la Commission des finances, de l'économie générale et du Plan ;
- 2001-2001 : membre de la Commission des affaires étrangères.

### Mandats locaux
Conseil municipal de Saint-Mathieu-de-Tréviers
- 1965-1971 : maire ;
- 1971-1977 : maire ;
- 1977-1983 : maire ;
- 1983-1989 : maire ;
- 1989-1995 : maire ;
- 1995-2001 : maire ;
- 2001-2006 : maire.

Conseil général de l'Hérault
- 1973-1979 : membre du conseil général ;
- 1979-1988 : président du conseil général ;
- 1988-1992 : président du conseil général ;
- 1992-1998 : président du conseil général.

Conseil régional du Languedoc-Roussillon
- 1986-1988 : membre du conseil régional.